# Reissewolf farkasfalka
A Reissewolf farkasfalka a Kriegsmarine tengeralattjárókból álló, második világháborús támadóegysége volt, amely összehangoltan tevékenykedett 1941. október 21. és 1941. október 31. között az Atlanti-óceán északi részén, főleg Írországtól nyugatra, a Grönlandtól délkeletre. A Reissewolf (Iratmegsemmisítő) farkasfalka hét búvárhajóból állt, amelyek egy hajót süllyesztettek el. Ennek vízkiszorítása 1574 brt volt. A tengeralattjárók nem szenvedtek veszteséget.

## A farkasfalka tengeralattjárói
| A hajó száma | Parancsnoka           | Részvétel kezdete | Részvétel vége    |
| ------------ | --------------------- | ----------------- | ----------------- |
| U–73         | Helmut Rosenbaum      | 1941. október 21. | 1941. október 31. |
| U–77         | Heinrich Schonder     | 1941. október 21. | 1941. október 31. |
| U–101        | Ernst Mengersen       | 1941. október 21. | 1941. október 29. |
| U–432        | Heinz-Otto Schultze   | 1941. október 21. | 1941. október 28. |
| U–502        | Jürgen von Rosenstiel | 1941. október 21. | 1941. október 30. |
| U–568        | Joachim Preuss        | 1941. október 21. | 1941. október 31. |
| U–751        | Gerhard Bigalk        | 1941. október 21. | 1941. október 31. |

## Elsüllyesztett hajó
| Dátum             | A búvárhajó száma | A hajó neve | Nemzetisége        | Vízkiszorítása | Konvoj |
| ----------------- | ----------------- | ----------- | ------------------ | -------------- | ------ |
| 1941. október 28. | U–432             | Ulea        | Egyesült Királyság | 1574           | HG–75  |